# František Procházka
František Procházka (Brno, 25 gennaio 1962 – Litvínov, 27 aprile 2012) è stato un hockeista su ghiaccio cecoslovacco, divenuto ceco dal 1993.

## Carriera
Con la maglia della Cecoslovacchia ha vinto la medaglia di bronzo olimpica ad Albertville 1992. Ha inoltre vinto tre bronzi ai mondiali (1989, 1990 e 1992).
È scomparso nel 2012 all'età di 50 anni dopo una lunga malattia

## Statistiche
Statistiche aggiornate a luglio 2012.

### Club
| Stagione | Squadra             | Stagione regolare | Stagione regolare | Stagione regolare | Stagione regolare | Stagione regolare | Stagione regolare | Playoff | Playoff | Playoff | Playoff | Playoff |
| Stagione | Squadra             | Lega              | P                 | G                 | A                 | Pt                | PIM               | P       | G       | A       | Pt      | PIM     |
| -------- | ------------------- | ----------------- | ----------------- | ----------------- | ----------------- | ----------------- | ----------------- | ------- | ------- | ------- | ------- | ------- |
| 1980-81  | HC Litvinov         | Czech             | 5                 | 0                 | 1                 | 1                 | 4                 |         |         |         |         |         |
| 1982-83  | HC Topolcany        | Czech2            | -                 | -                 | -                 | -                 | -                 |         |         |         |         |         |
| 1983-84  | HC Litvinov         | Czech             | 34                | 1                 | 4                 | 5                 | 20                |         |         |         |         |         |
| 1984-85  | HC Litvinov         | Czech             | 42                | 4                 | 7                 | 11                | 44                |         |         |         |         |         |
| 1985-86  | HC Litvinov         | Czech             | 44                | 12                | 11                | 23                | 26                |         |         |         |         |         |
| 1986-87  | HC Litvinov         | Czech             | 24                | 3                 | 2                 | 5                 | 36                | -       | -       | -       | -       | -       |
|          |                     | Playout           | 12                | 0                 | 1                 | 1                 |                   | -       | -       | -       | -       | -       |
| 1987-88  | HC Litvinov         | Czech             | 41                | 13                | 12                | 25                | 24                |         |         |         |         |         |
| 1988-89  | HC Litvinov         | Czech             | 34                | 16                | 17                | 33                | 56                | 5       | 0       | 1       | 1       |         |
| 1989-90  | HC Litvinov         | Czech             | 52                | 19                | 7                 | 26                | -                 |         |         |         |         |         |
| 1990-91  | Jokerit             | SM-liiga          | 32                | 6                 | 4                 | 10                | 38                |         |         |         |         |         |
| 1991-92  | EHC Freiburg        | Germany           | 43                | 25                | 15                | 40                | 30                | 4       | 1       | 0       | 1       | 4       |
| 1992-93  | EHC Freiburg        | Germany           | 37                | 13                | 17                | 30                | 50                |         |         |         |         |         |
| 1993-94  | Milano              | Italy             | 22                | 10                | 8                 | 18                | 8                 |         |         |         |         |         |
| 1994-95  | Milano              | Italy             | 5                 | 1                 | 1                 | 2                 | 6                 |         |         |         |         |         |
| 1995-96  | ESG Füchse Sachsen  | DEL               | 37                | 12                | 12                | 24                | 24                |         |         |         |         |         |
| 1996-97  | Ayr Scottish Eagles | BISL              | 41                | 5                 | 7                 | 12                | 20                | 7       | 0       | 5       | 5       | 2       |
|          |                     | BH Cup            | 8                 | 4                 | 4                 | 8                 | 0                 | -       | -       | -       | -       | -       |
| 1997-98  | HC Litvinov         | Czech             | 47                | 9                 | 3                 | 12                | 58                |         |         |         |         |         |
| 1998-99  | ERC Haßfurt         | Germany3          | 42                | 10                | 11                | 21                | 48                | -       | -       | -       | -       | -       |
|          |                     | Playout           | 12                | 8                 | 6                 | 14                | 6                 | -       | -       | -       | -       | -       |
| 1999-00  | ESC Dresden         | Germany3          | 42                | 8                 | 15                | 23                | 36                |         |         |         |         |         |

### Nazionale
| Stagione | Livello        | Risultati    | Risultati | Risultati | Risultati | Risultati | Risultati |
| Stagione | Livello        | Competizione | P         | G         | A         | Pt        | PIM       |
| -------- | -------------- | ------------ | --------- | --------- | --------- | --------- | --------- |
| 1985-86  | Czechoslovakia | WC           | 10        | 3         | 1         | 4         | 28        |
| 1988-89  | Czechoslovakia | WC           | 10        | 2         | 0         | 2         | 6         |
| 1989-90  | Czechoslovakia | WC           | 10        | 2         | 0         | 2         | 16        |
| 1991-92  | Czechoslovakia | OG           | 8         | 1         | 1         | 2         | 4         |
|          | Czechoslovakia | WC           | 8         | 3         | 2         | 5         | 18        |

## Palmarès

### Nazionale
- Olimpiadi: 1 bronzo

 Cecoslovacchia: 1992
- Campionato del mondo: 3 bronzi

 Cecoslovacchia: 1989, 1990, 1992